# كورتني كينيدي
كورتني كينيدي (بالإنجليزية: Courtney Kennedy)‏ هي لاعبة هوكي الجليد أمريكية، ولدت في 29 مارس 1979 في ووبرن في الولايات المتحدة.

## وصلات خارجية
- كورتني كينيدي على موقع EliteProspects.com (الإنجليزية)
- كورتني كينيدي على موقع أوليمبيديا (الإنجليزية)
- كورتني كينيدي على موقع اللجنة الأولمبية والبارالمبية الأمريكية (الإنجليزية)